# Armonía Somers
Compléments
Inhumation au Cimetière britannique de Montevideo en 1994
Armonía Somers, de son vrai nom Armonía Liropeya Etchepare Locino (née à Pando le 7 octobre 1914, morte à Montevideo le 1er mars 1994), est une écrivaine uruguayenne.
Son œuvre écrite contient des éléments de l'érotisme, la fantaisie, la violence, des éléments oniriques et surréalistes et des références à la Bible.

## Œuvres

### Romans
- La mujer desnuda. Montevideo, 1950
- De miedo en miedo. Montevideo, 1965
- Un retrato para Dickens. Montevideo, 1969
- Sólo los elefantes encuentran mandrágora. Buenos Aires, 1986

### Nouvelles
- El derrumbamiento. Montevideo, 1953
- La calle del viento Norte y otros cuentos. Montevideo, 1963
- Todos los cuentos, 1953-1967. Montevideo 1967 (2 volumes)
- Muerte por alacrán. Buenos Aires, 1978
- Tríptico darwiniano. Montevideo, 1982
- Viaje al corazón del día. Montevideo, 1986
- La rebelión de la flor. Montevideo, 1988
- El hacedor de girasoles. Montevideo, 1994.